# Cot Gadong
Cot Gadong is een bestuurslaag in het regentschap Bireuen van de provincie Atjeh, Indonesië. Cot Gadong telt 552 inwoners (volkstelling 2010).